# 朴智恩 (編劇)
朴智恩（韓語：박지은，1976年—），韓國電視劇編劇。

## 作品列表

### 電視劇
- 2009年：MBC《賢內助女王》
- 2010年：MBC《逆轉女王》
- 2012年：KBS《順藤而上的你》
- 2013年：SBS《來自星星的你》
- 2015年：KBS《製作人》
- 2016年：SBS《藍色海洋的傳說》
- 2019年：tvN《愛的迫降》
- 2024年：tvN《淚之女王》

## 獲獎
- 2009年：MBC演技大賞－作家獎（賢內助女王）
- 2012年：第5屆韓國電視劇節－作家獎（順藤而上的你）
- 2012年：KBS演技大賞－作家獎（順藤而上的你）

## 抄襲與剽竊爭議

### 《來自星星的你》抄襲爭議
有眾多漫畫家、作家指稱朴智恩編劇抄襲自己的作品，如漫畫《雪姬》的康慶玉作家指控《來自星星的你》是抄襲自己的作品，並將來自星星的你的製作公司以及朴智恩編劇告上法院。

### 《藍色海洋的傳說》抄襲爭議
編劇朴奇賢指控《藍色海洋的傳說》抄襲自己的作品《海月女的海洋傳說》，並指稱朴智恩作家的《藍海》與自己的作品有許多相似之處。

### 《愛的迫降》抄襲爭議
有一名編劇志願生出面指控《迫降》編劇朴智恩是剽竊自己的作品，而反被朴智恩起訴損害名譽。

## 外部連結
- NAVER